# Чемпіонат Швеції з футболу серед жінок
Дамаллсвенскан (швед. Damallsvenskan) або жіночий Аллсвенскан — найвища футбольна ліга серед жінок у Швеції. 
Перший національний чемпіонат Швеції серед жінок відбувся в 1973 році.  
З 1988 по 1992 роки  існувала система плей-офф: Чотири найкращі команди регулярної першості грали у півфіналах та фіналі.
В різні часи в Дамаллсвенскані брали участь такі відомі гравчині, як: Марта, Ліза Де Ванна, Лотта Шелін, Аня Міттаг, Гоуп Соло, Надін Ангерер, Ганна Юнгберг, Дженніфер Ермосо та Пернілле Хардер. 
Представник Дамаллсвенскана — клуб «Умео»  з однойменного міста, два рази вигравав найпрестижніший клубний турнір в жіночому футболі — Кубок УЄФА .